# Katedrala u Salisburyju s biskupskog posjeda
Katedrala u Salisburyju je jedan od ne tako brojnih motiva na kojima je John Constable (1776. – 1837.) radio tijekom cijele svoje karijere slikajući na licu mjesta (in situ). Naime, već do 1814. godine Constable je uglavnom slikao ulja na platnu slikajući izravno u prirodi, razvivši tako jedinstven način uživo bilježenja prirode uljenim skicama. Constanblea su izvorno inspirirali krajolici na slikama Thomasa Gainsborougha i nizozemskih majstora iz 17. stoljeća, ali ponajviše slike Claudea Lorrainea. No, Constable je krajolik slikao mnogo strastvenije od alegorijskog simbolizma nizozemskih slikara, ili klasicističkih vizija Claudea Lorrainea. Njegovo slikarstvo je prepuno romantičarskih emocija koje izviru iz njegovih osobnih nedaća i stanja. 
Salisburška katedrala s biskupskog posjeda (New York) je naslikana spontanim i slobodnim potezima kista, tehnikom koja je nastala iz umjetnikove želje da uhvati prevrtljivost vremenskih prilika u uljenim bojama, tzv. “skying“. To je slikanje svega na način kako su se do tada slikali samo oblaci, što je najvidljivije u mrljama žutih tragova sunca na travi
Ostale znamenite verzije su Katedrala u Salisburyju iz 1824. god. (Nacionalna galerija umjetnosti u Washingtonu, DC) i Katedrala u Salisburyju s livade iz 1831. god. (Nacionalna galerija, London).

## Vanjske poveznice
- Nacionalna galerija u Londonu - stranica o slici (engl.)